# Heinrich Emanuel Grabowski
Heinrich Emanuel Grabowski; o Henryk Grabowski (11 de julio de 1792 - 1 de octubre de 1842) fue un botánico y farmacéutico alemán de tradición polaca, aborigen de Leobschütz (hoy Glubczyce, Polonia).
Estudió Farmacia como aprendiz de botica en Breslau, y de 1824 a 1840 tuvo su propia farmacia en Oppeln. Es recordado por sus investigaciones de la flora de Silesia, y de sus estudios de la flora fósil en el Voivodato de Silesia.
Con el botánico alemán Christian FH Wimmer (1803-1868), publicó tres tratados de la flora silesiana. (1827-29)

## Algunas publicaciones
- Grabowski, HE; JCC Günther, FH Wimmer. 1824 – Enumeratio stirpium phanerogamarum,quae in Silesia sponte proveniunt. Vratislaviae
- ----, FH Wimmer. 1827. Flora Silesiae I . Vratislaviae
- ----, ----. 1829a. Flora Silesiae II. Vratislaviae
- ----, ----. 1829b. Flora Silesiae III . Vratislaviae
- ----. 1836a. Correspondenz über das häufige Vorkommen des Senecio vernalis in Schlesien. Flora 19
- ----. 1836b. Nachträge zu dem systematischen Verzeichnis von Rohrer und Mayer. Ibíd.
- ----. 1840. Flora von Oberschlesien und dem Gesenke. Breslau
- ----. 1841. Über einige Arten der oberschlesischen Flora. Übers. Arb. Schl. Ges. vaterl. Kultur
- ----. 1842. Über Waldwolle,welche in Zuckmantel aus Kiefern-und Fichtennadeln gewonnen wird. Ibíd.
- ----. 1843. Flora von Oberschlesien and dem Gesenke, mit Beriicksichtigung der geognostischen. Boden- und Hehen-Verhiltnisse

## Honores

### Eponimia
Género
- (Solanaceae) Grabowskia Schltdl.[1]

Especies, entre ellas
- (Araceae) Homalomena grabowskii Engl.[2]

- (Araceae) Ooia grabowskii (Engl.) S.Y.Wong & P.C.Boyce[3]

- (Asteraceae) Colymbacosta × grabowskiana (J.Wagner) Rauschert[4]

- (Asteraceae) Hieracium × grabowskianum Nägeli & Peter[5]

- (Cyperaceae) Cyperus grabowskianus Boeckeler[6]

- (Rosaceae) Rubus grabowskii Bab. ex Weihe[7]

- La abreviatura «Grab.» se emplea para indicar a Heinrich Emanuel Grabowski como autoridad en la descripción y clasificación científica de los vegetales.[8]